# Peter Bähr
Peter Gottfried Bähr (* 6. Juni 1936 in Berlin; † 15. Juli 2020 in Saarbrücken) war ein deutscher Rechtswissenschaftler.

## Leben
Am 6. Juni 1936 wurde Peter Bähr als erster Sohn von Gertrud (geb. Kreglewski) und Gottfried Bähr in Berlin-Charlottenburg geboren. Es folgten Stationen in Erfurt (wo der zweite Sohn, Lutz Amand Bähr, geboren wurde) und Nürnberg, dann siedelte die Familie Anfang der Vierzigerjahre nach Wiesbaden um. Ab Herbst 1946 besuchte Peter Bähr die Diltheyschule, ein bereits damals humanistisch ausgerichtetes Gymnasium, in dem der früh lesebegeisterte Schüler seine Interessenschwerpunkte für Latein, Geschichte, Philosophie und Mathematik ausbilden konnte. Nach nur achteinhalb Jahren schloss Peter Bähr im März 1955 das Gymnasium mit dem Abitur ab. Für sein Zeugnis als einer der Jahrgangsbesten erhielt er einen Buchpreis.
Dank eines Stipendiums der Studienstiftung des deutschen Volkes nahm Bähr im Wintersemester 1955 das Studium der Rechtswissenschaften auf und erhielt an den Universitäten in Frankfurt, Tübingen und Bonn eine hervorragende Ausbildung. Vor allem an der Johann Wolfgang Goethe-Universität Frankfurt am Main fand Bähr, der sich auch sehr für Rechtsgeschichte, Philosophie und Politikwissenschaften interessierte, u. a. in Vorlesungen von Carlo Schmid (Mitverfasser des Grundgesetzes) und Max Horkheimer (Frankfurter Schule) einen ihn prägenden Zugang zu den Ideen und dem Diskurs der frühen Bundesrepublik.
Nach der 1. juristischen Staatsprüfung beim JPA Frankfurt trat Bähr im Juni 1960 in den juristischen Vorbereitungsdienst des Landes Hessen ein. U. a. begann er in dieser Zeit seine langjährige Mitarbeit in der Redaktion der Zeitschrift JUS Juristische Schulung. 1961 wurde Bähr in den juristischen Vorbereitungsdienst des Saarlandes versetzt und bestand dort die 2. juristische Staatsprüfung im April 1964. Im Februar 1966 wurde Bähr an der Universität des Saarlandes (damals noch Universität Saarbrücken genannt) mit einer Dissertation über „Die maßgebliche Rechts- und Sachlage für die gerichtliche Beurteilung von Verwaltungsakten“ promoviert. Diese Arbeit wurde im Carl Heymanns Verlag Köln veröffentlicht und auszugsweise ins Japanische übersetzt. Kurz danach trat Bähr eine Stelle als wissenschaftlicher Assistent bei Gerhard Lüke am Lehrstuhl für Bürgerliches Recht, Prozessrecht und Arbeitsrecht an der rechtswissenschaftlichen Fakultät in Saarbrücken an. Hier traf Bähr später bekannte Rechtswissenschaftler wie Volker Emmerich und – über ein von Lüke betreutes deutsch-japanisches Austauschprogramm – Akira Ishikawa. Diese Kontakte entwickelten sich mit der Zeit zu langjährigen freundschaftlichen Verbindungen. 1967 erhielt Bähr ein vierjähriges Forschungsstipendium der Deutschen Forschungsgemeinschaft (Deutsche Forschungsgemeinschaft) und begann seine Habilitationsschrift über „Das rechtliche Gehör im Zivilprozess“. Im Februar 1972 erhielt er die Habilitation für die Fächer Prozessrecht und Bürgerliches Recht, im Juni 1972 erfolgte seine Berufung zum Wissenschaftlichen Rat und Professor auf Lebenszeit an der Universität des Saarlandes. Seiner Lehrtätigkeit (ab 1974 im Nebenamt) ging Bähr bis zu seinem Ruhestand im Jahre 2001 nach, mit Schwerpunkt im Zivil- und Wirtschaftsrecht als Dozent und Lehrbeauftragter an der Universität des Saarlandes, der Hochschule für Technik und Wirtschaft des Saarlandes und an der Akademie für Arbeit und Sozialwesen des Saarlandes. Auch die Didaktik in der rechtswissenschaftlichen Ausbildung – insbesondere hier das Nachvollziehen der Logik des Bürgerlichen Gesetzbuchs BGB – stand schon früh im Fokus der Lehrtätigkeit von Peter Bähr, der zunächst als Mitautor, dann als alleiniger Autor die Lehrbücher „Grundzüge des Bürgerlichen Rechts“ und „Arbeitsbuch zum Bürgerlichen Recht“ für einen Lehrbuchverlag in München verfasste.
Im Oktober 1974 wurde Peter Bähr zum hauptamtlichen Beigeordneten der Landeshauptstadt Saarbrücken gewählt und ernannt, zunächst für die Dauer von zehn Jahren, dann nach seiner Wiederwahl bis Oktober 1994. Als Leiter des Rechts- und Ordnungsdezernates beriet und vertrat er die Stadt in juristischen Belangen und arbeitete maßgeblich an der Umstrukturierung des Einwohnermeldeamtes und der Kfz-Zulassungsstelle zum Servicezentrum sowie an der Verkehrsführung in der Innenstadt mit. Unter Oberbürgermeister Oskar Lafontaine begleitete Peter Bähr u. a. den Ausbau des St. Johanner Markts zur Fußgängerzone und die Begründung einer der ersten deutsch-sowjetischen Städtepartnerschaften mit Tiflis.
Noch vor Ablauf seiner Dienstzeit als Beigeordneter entschied sich Peter Bähr für eine erneute berufliche Veränderung und wechselte von der Stadt Saarbrücken zum Kommunalen Abfallentsorgungsverband Saar KABV, wo er im Oktober 1993 für die Dauer von zehn Jahren zum Verbandsvorsteher ernannt wurde. Hier arbeitete er maßgeblich an der Realisierung der Abfallverwertungsanlage in Velsen/Saar mit und war federführend für die Weiterentwicklung der Abfallwirtschaft im Saarland tätig. Ende Dezember 1997 erfolgte die Neuordnung der Saarländischen Abfall- und Wasserwirtschaft, die u. a. vorsah, den KABV und den Abwasserverband Saar (AVS) zum Entsorgungsverband Saar EVS zusammenzulegen. Peter Bähr wurde daraufhin im Juni 1998 zum Hauptamtlichen Geschäftsführer des EVS ernannt und behielt diese Tätigkeit bis zum Erreichen seines Ruhestands im Juni 2001 bei.

## Schriften (Auswahl)
- Die maßgebliche Rechts- und Sachlage für die gerichtliche Beurteilung von Verwaltungsakten. Köln 1967, OCLC 1074058833.
- Arbeitsbuch zum Bürgerlichen Recht. 166 Übungsfälle und 400 Wiederholungsfragen zur Vertiefung der Grundzüge des Bürgerlichen Rechts. München 2002, ISBN 978-3-8006-2445-4.
- Grundzüge des Bürgerlichen Rechts. München 2013, ISBN 978-3-8006-4585-5.